# Highley
Highley – wieś w Anglii, w hrabstwie Shropshire. Leży 39 km na południowy wschód od miasta Shrewsbury i 187 km na północny zachód od Londynu.